# Трояков, Василий Алексеевич
Василий Алексеевич Трояков (28 марта 1937, село Каскат, Мендыгаринский район, Кустанайская область, Казахская ССР — 12 марта 2018, село Каскат, Мендыкаринский район, Костанайская область, Казахстан) — тракторист совхоза имени Ломоносова Боровского района Кустанайской области, Казахская ССР. Герой Социалистического Труда (1972). Депутат Верховного Совета Казахской ССР.

## Биография
Родился в 1937 году в многодетной крестьянской семье в селе Каскат Мендыгаринский район (1963—1993: Боровский район).
После Великой Отечественной войны вместе с семьёй переехал в соседнее село Карамай. Окончил шесть классов неполной средней школы. С 1950 года трудился прицепщиком в колхозе «70 лет Сталина». В 1956 году призван на срочную службу в Советскую Армию, которую проходил в части Прикарпатского военного округа в городе Ладыжин Винницкой области. В 1959 году после армии возвратился в родное село, где трудился трактористом в колхозе имени Ломоносова Боровского района.
Ежегодно показывал высокие трудовые результаты. Одним из первых в совхозе освоил трактор ДТ-75, затем трудился на тракторе К-700. В 1971—1972 годах значительно перевыполнял плановые задания. За выдающиеся трудовые достижения в эти годы был удостоен трёх почётных званий: «Мастер комбайновой уборки Кустанайской области», «Лучший тракторист по подъёму зяби в юбилейном году Кустанайской области», «Лучший механизатор Казахской ССР» и награждён почётным Знаком «Отличник социалистического соревнования работников сельского хозяйства Казахской ССР».
Указом Президиума Верховного Совета СССР от 13 декабря 1972 года удостоен звания Героя Социалистического Труда за «большие успехи, достигнутые в увеличении производства и продажи государству зерна, сахарной свёклы, хлопка, других продуктов земледелия, и проявленную трудовую доблесть на уборке урожая» с вручением ордена Ленина и золотой медали «Серп и Молот» (№ 15183).
В последующие годы продолжал показывать высокие трудовые результаты в годы Девятой пятилетки (1971—1975) и Десятой пятилетки (1976—1980). Награждался почётными знаками «Ударник 9-й пятилетки» и «Ударник 10-й пятилетки». В 1974, 1978, 1982 и 1983 годах признавался лучшим трактористом Кустанайской области и в 1980 году — почётным званием «Мастер — золотые руки». С 1984 года член КПСС.
Неоднократно участвовал во Всесоюзной выставке ВДНХ (1970, 1973, 1977, 1979).
Избирался членом Боровского райкома Компартии Казахстана (1989—1991), депутатом Верховного Совета Казахской ССР, Ломоносовского сельского Совета депутатов трудящихся (1975).
В 1992 году вышел на пенсию. Продолжал трудиться дежурным на вышке, рабочим механизированного тока в родном совхозе до 1996 года. Проживал в родном селе.
Скончался в марте 2018 года. Похоронен на местном сельском кладбище.
Награды
- Герой Социалистического Труда
- Орден Ленина
- Орден Трудового Красного Знамени (08.04.1971)
- Орден «Знак Почёта» (19.02.1981)
- Медаль «За трудовое отличие» (1966)
- Медаль «В ознаменование 100-летия со дня рождения Владимира Ильича Ленина»
- Золотая медаль ВДНХ (1973)
- Бронзовая медаль ВДНХ — трижды (1970, 1977, 1979)
- Почётный гражданин Мендыкаринского района (2001)
- Отличник социалистического соревнования работников сельского хозяйства Казахской ССР (12.04.1979)